# Marcin Biały (hokeista)
Marcin Biały (ur. 17 czerwca 1988 w Sanoku) – polski hokeista.

## Kariera
- Ciarko KH Sanok (2002-2004)
- SMS II Sosnowiec (2004-2006)
- SMS I Sosnowiec (2006-2007)
- MHk 32 Liptovský Mikuláš U-20 (2007-2008)
- Ciarko KH Sanok / STS Sanok (2008-2016)
- GKS Katowice (2016-2017)
- Ciarko KH 58 Sanok (2017-2018)
- Nesta Mires Toruń (2018-2019)
- UKS MOSiR Sanok (2019-2020)
- Ciarko STS Sanok (2020-2022)

Wychowanek i zawodnik sanockiego klubu hokejowego. Absolwent NLO SMS PZHL Sosnowiec z 2007. Przedłużał o rok kontrakt z sanockim klubem w kwietniu 2012, w czerwcu 2014. Od lipca 2016 zawodnik GKS Katowice. Po sezonie 2016/2017 odszedł z katowickiego klubu. W połowie 2017 został zawodnikiem reaktywowanego sanockiego zespołu, zgłoszonego do sezonu 2. ligi słowackiej 2017/2018. W czerwcu 2018 został zawodnikiem Nesty Mires Toruń. W sezonie 2019/2020 grał w barwach UKS MOSiR Sanok ponownie w rozgrywkach 2. ligi słowackiej. W 2020 został zawodnikiem reaktywowanego klubu STS Sanok, powracającego po czterech latach przerwy do występów w PLH edycji 2020/2021. Po sezonie 2021/2022 zakończył karierę.
W barwach reprezentacji Polski do lat 18 uczestniczył w turniejach mistrzostw świata juniorów do lat 18 w 2005, 2006, a w barwach reprezentacji Polski do lat 20 w turniejach mistrzostw świata juniorów do lat 20 w 2007, 2008.
Podjął także występy w Sanockiej Lidze Unihokeja.

## Sukcesy
Klubowe
- Brązowy medal mistrzostw Polski żaków: 2001 z SKH Sanok[10][11]
- Puchar Polski: 2010, 2011 z Ciarko PBS Bank KH Sanok
- Złoty medal mistrzostw Polski: 2012, 2014 z Ciarko PBS Bank KH Sanok
- Finał Pucharu Polski: 2012, 2013, 2014 z Ciarko PBS Bank KH Sanok

Indywidualne
- Finał mistrzostw Polski żaków 2000/2001: najlepszy zawodnik turnieju
- 2. liga słowacka 2019/2020:
  - Pierwsze miejsce w klasyfikacji asystentów w sezonie zasadniczym Grupy Wschód: 22 asysty[12]
  - Pierwsze miejsce w klasyfikacji asystentów spośród wszystkich graczy w całym sezonie: 26 asyst[13]